# Flautim-oliváceo
Flautim-oliváceo (nome científico: Schiffornis olivacea) é uma espécie de ave da família dos titirídeos. É encontrada em países da América do Sul, como Brasil e Venezuela.